# Gyroporus cyanescens
A Gyroporus cyanescens é uma espécie de fungo boleto da família Gyroporaceae. Descrita pela primeira vez na França em 1788, a espécie é encontrada na Ásia, Austrália, Europa e no leste da América do Norte, onde cresce no solo em florestas de coníferas e mistas.
A superfície amarelada a bege do píleo é fibrosa e áspera e atinge até 12 cm de diâmetro. O estipe grosso, mais ou menos da mesma cor do píleo ou mais claro, é oco e com várias câmaras. Todas as partes do cogumelo adquirem uma cor azul intensa poucos instantes depois de machucadas ou cortadas. O cogumelo é comestível, apesar de seu estipe duro. A variedade violaceotinctus, menos comum, apresenta mudança de cor com ferimentos para violeta profundo em vez de azul. A reação de azulamento resulta da oxidação de uma substância química chamada girocianina.

## Taxonomia
A espécie foi descrita cientificamente pela primeira vez pelo botânico francês Jean Baptiste François Pierre Bulliard em seu Herbier de la France de 1788. Sinônimos posteriores incluem Boletus constrictus por Christian Hendrik Persoon em 1801, Leccinum constrictum por Samuel Frederick Gray em 1821, Suillus cyanescens por Petter Karsten em 1882 e Leucoconius cyanescens por Günther Beck von Mannagetta und Lerchenau em 1923. A variedade violaceotinctus foi descrita por Roy Watling em 1969, a partir de coletas feitas em Michigan, EUA.
O epíteto específico é derivado do grego antigo κύανoς, que significa "azul escuro", enquanto o epíteto varietal violaceotinctus significa "com uma coloração violeta". É comumente conhecido como "boleto azulado" (bluing bolete) ou "boleto flor de milho" (cornflower bolete).

## Descrição

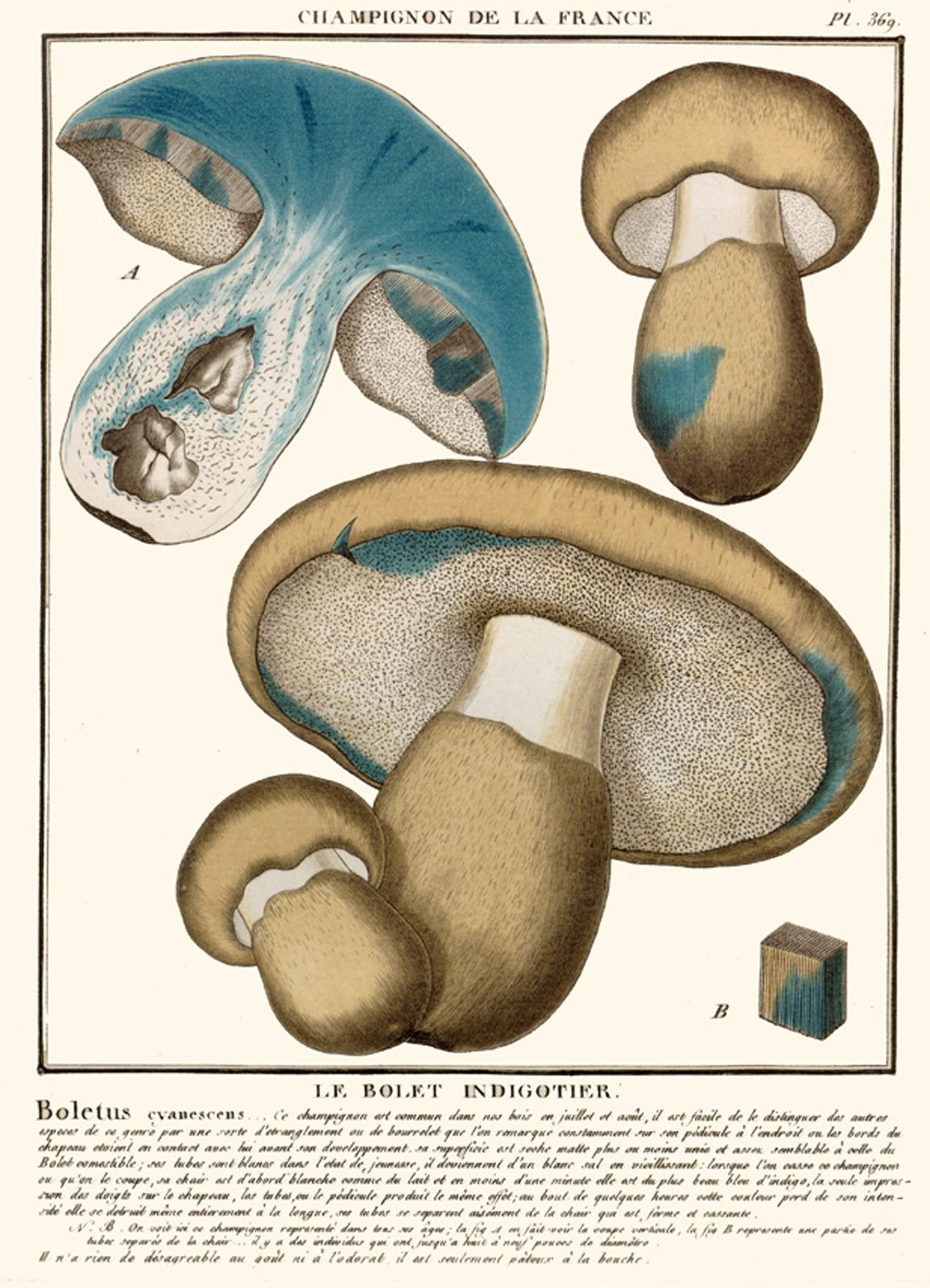
Ilustração da descrição original de Bulliard

O píleo é inicialmente convexo, mas se achata na maturidade, as vezes apresentando uma leve depressão; atinge um diâmetro de 4 a 12 cm. O píleo é seco e sua cor varia de bege a amarelado e oliva pálido, ocasionalmente com estrias de cor mais escura. Sua superfície é irregular, às vezes com rugas e buracos. A margem do píleo é inicialmente curvada para dentro e as vezes se divide na maturidade. A carne é esbranquiçada a amarela pálida e tem uma textura quebradiça. Na parte inferior do píleo, a superfície dos poros é branca a amarelada, as vezes com tons de oliva ou alaranjado. Há aproximadamente dois poros circulares por milímetro, e os tubos que compõem os poros têm de 5 a 10 mm de profundidade, mas são deprimidos em torno da parte superior do estipe. Uma lesão nos poros faz com que eles se manchem primeiro de amarelo esverdeado e depois de azul esverdeado ou azul.

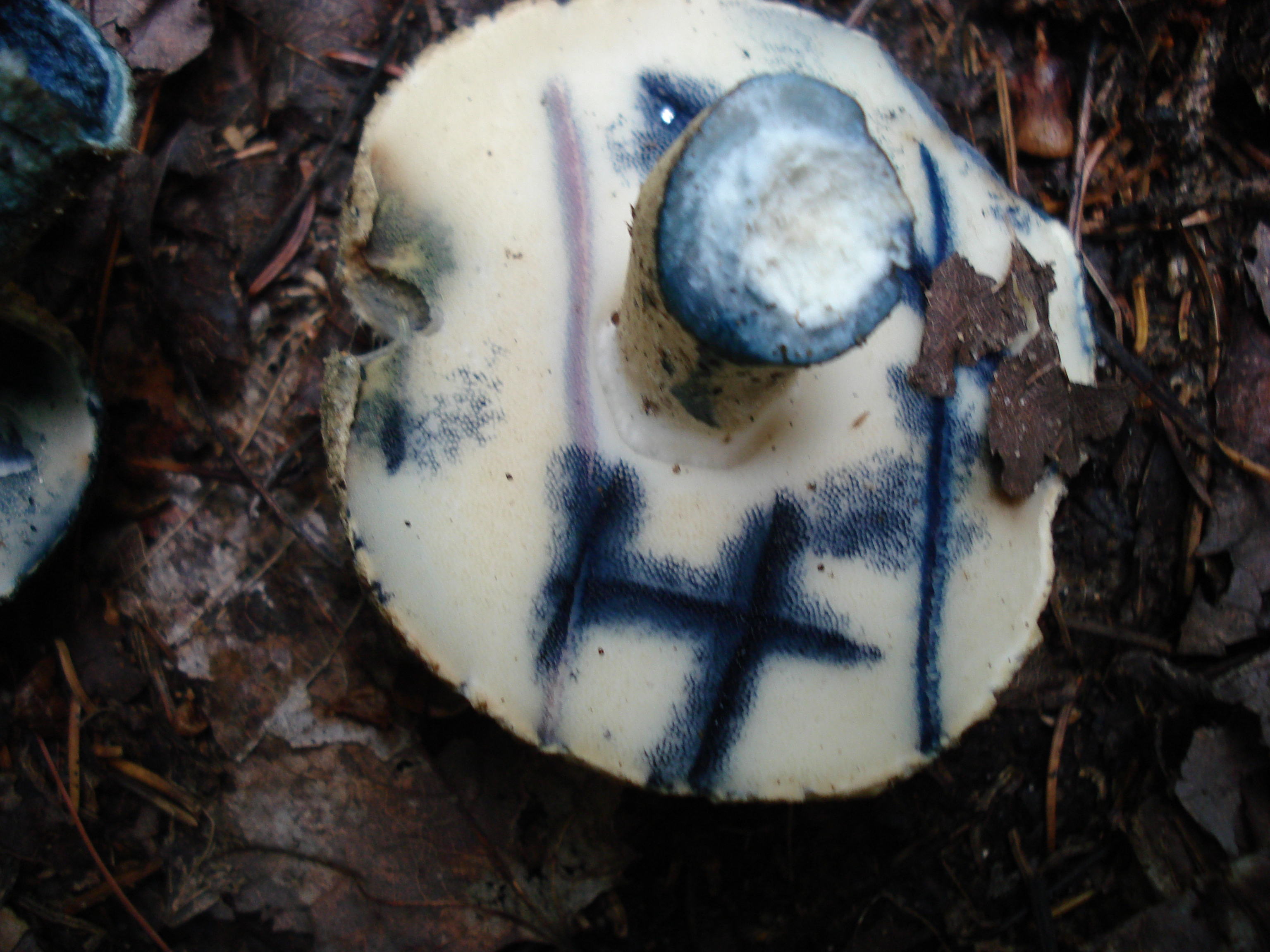
Quando machucada, a variedade violaceotinctus apresenta uma coloração lilás escura (vista na linha vertical esquerda) que muda rapidamente de cor para azul.

O estipe tem de 4 a 10 cm de comprimento por 1 a 2,5 cm de espessura, com largura aproximadamente igual em todo o seu comprimento ou com um inchaço no meio ou basal. O tecido do estipe é duro e quebradiço; inicialmente, é recheado com uma medula macia que desenvolve cavidades ou torna-se totalmente oco na maturidade. A superfície do estipe é seca e não apresenta reticulações, sendo aproximadamente da mesma cor do píleo ou mais clara. Inicialmente, ela é coberta por pelos grossos que tendem a desaparecer na maturidade, deixando uma superfície relativamente lisa. Todas as partes do basidioma apresentam coloração azul quando cortadas ou feridas. A variedade G. cyanescens var. violaceotinctus é quase idêntica na aparência, mas se mancha de lilás escuro a índigo quando ferida. O odor e o sabor dos cogumelos são indistintos.
A cor da esporada é amarelo-claro. Os esporos são elipsoides, lisos, hialinos (translúcidos) e têm dimensões de 8 a 10 por 5 a 6 μm. Os basídios (células portadoras de esporos) têm formato de taco, dois a quatro esporos e medem 24 a 30 por 8 a 10 μm. Os pleurocistídios (cistídios nas paredes internas dos tubos) são de cor marrom-amarelada clara, em forma de taco, pouco frequentes e medem 25 a 38 por 5,5 a 7,2 μm; os queilocistídios (encontrados na borda do tubo) são incolores, numerosos e medem 32 a 47 por 7 a 10 μm. As fíbulas estão presentes nas hifas.

### Espécies semelhantes
Embora existam algumas espécies com aparência geral semelhante, no campo, a Gyroporus cyanescens é facilmente reconhecida por sua cor amarelo-palha característica e por sua coloração azul-escura quase instantânea com ferimento. A G. phaeocyanescens é menor e tem um píleo amarelo-amarronzado sem brilho. Embora sua carne apresente uma reação azulada ao ferimento, a superfície amarela dos poros não apresenta essa reação; tem esporos maiores, medindo 9-15 por 5-7 μm. A G. umbrinosquamosus, encontrada ao longo da costa do Golfo dos Estados Unidos, tem aparência semelhante, mas não apresenta a reação de azulamento.
Recém-descrita da China em 2003, a G. brunneofloccosus se assemelha muito à G. cyanescens e era frequentemente confundida com essa espécie. Ela tem um basidioma menor, com um píleo marrom de até 8 cm de diâmetro. Sua reação de coloração envolve uma mudança de turquesa claro para turquesa escuro ou azul escuro. Seus esporos têm de 5 a 8,5 por 4 a 5,3 μm. A Suillus tomentosus tem poros acastanhados que passam por uma reação de coloração azul mais lenta.
Se os basidiomas não forem arrancados e apenas a parte superior do píleo for examinado, a G. cyanescens pode ser confundida com cogumelos jovens da espécie Russula fellea.

### Usos
O cogumelo Gyroporus cyanescens é comestível e é considerado "de escolha" por várias fontes. Os cogumelos, mesmo quando maduros, normalmente não contêm larvas de insetos. No entanto, os espécimes coletados em solo arenoso são difíceis de limpar, mas a limpeza pode ser facilitada lavando os basidiomas em uma tigela com água para que a areia afunde. A cor azul desaparece em grande parte após dois minutos de refogado. Os cogumelos cozidos têm uma textura carnuda e um sabor suave de nozes que é realçado se forem fritos até ficarem crocantes. A desidratação dos cogumelos fortalece o sabor.
A variedade violaceotinctus é usada para tingimento e produz uma cor amarela clara, bege, dourada ou marrom-alaranjada, dependendo do mordente usado.

## Habitat e distribuição
A Gyroporus cyanescens é uma espécie ectomicorrízica que tem uma ampla gama de hospedeiros. Os cogumelos crescem isoladamente ou espalhados no solo em florestas decíduas e mistas. Frequentemente encontrado em associação com bétula e álamo, o fungo tende a preferir solo arenoso, e também surge em margens de estradas e bordas de florestas. A frutificação ocorre no verão e no início do outono. Os cogumelos podem ser parasitados pelo fungo Sepedonium ampullosporum. A infecção resulta em necrose do tecido do cogumelo e em uma cor amarela causada pela formação de grandes quantidades de aleurioconídios pigmentados (conídios unicelulares produzidos por extrusão dos conidióforos).
A Gyroporus cyanescens é encontrada na Ásia, Austrália, América do Norte e Europa. Na China, ela é conhecida em Guangdong e Yunnan. O fungo aparece em florestas de eucalipto na Austrália. Na América do Norte, ela é muito comum a leste das Montanhas Rochosas; a distribuição varia do leste do Canadá até a Flórida e até o oeste em Minnesota, embora tenha sido ocasionalmente relatada no noroeste do Pacífico e uma coleta tenha sido feita nas Ilha Sky do sul do Arizona. A G. cyanescens var. violaceotinctus foi relatada no Japão.

## Química
A substância química que causa o azulamento após uma lesão no tecido foi relatada em 1973. A molécula, girocianina, é uma ciclopentenona substituída por bisfenol altamente oxidado que desenvolve uma cor azul quando é oxidado. Em contraste, o azulamento de outros boletos foi atribuído à oxidação do ácido variegático ou xerocômico. A girocianina é biossintetizada a partir de intermediários fornecidos pela via do xikimato, uma via metabólica usada por fungos para a síntese de aminoácidos aromáticos.

## Links externos
- Gyroporus cyanescens em Index Fungorum
- Imagens em Mushroom Observer

- Imagem dos esporos
- Vídeo no YouTube sobre a reação de coloração